# Sithonia

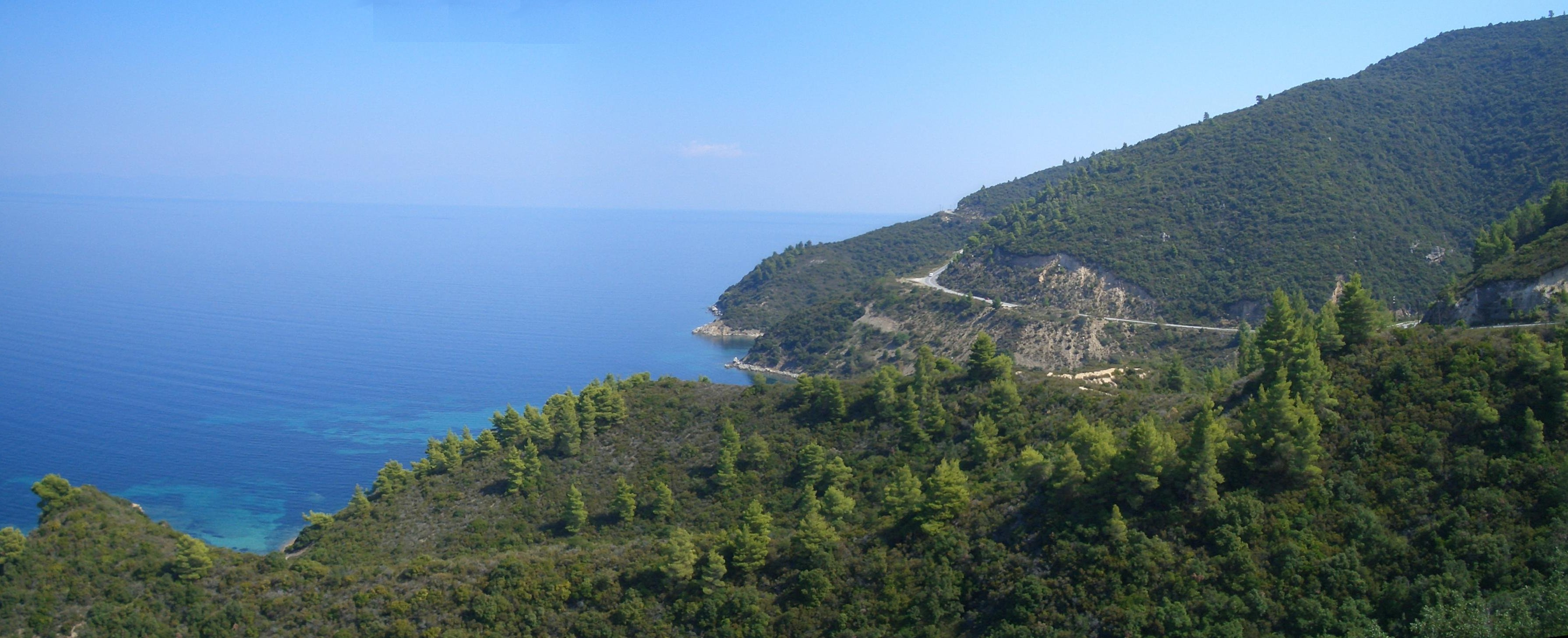
Wybrzeże w okolicach Vourvourou.

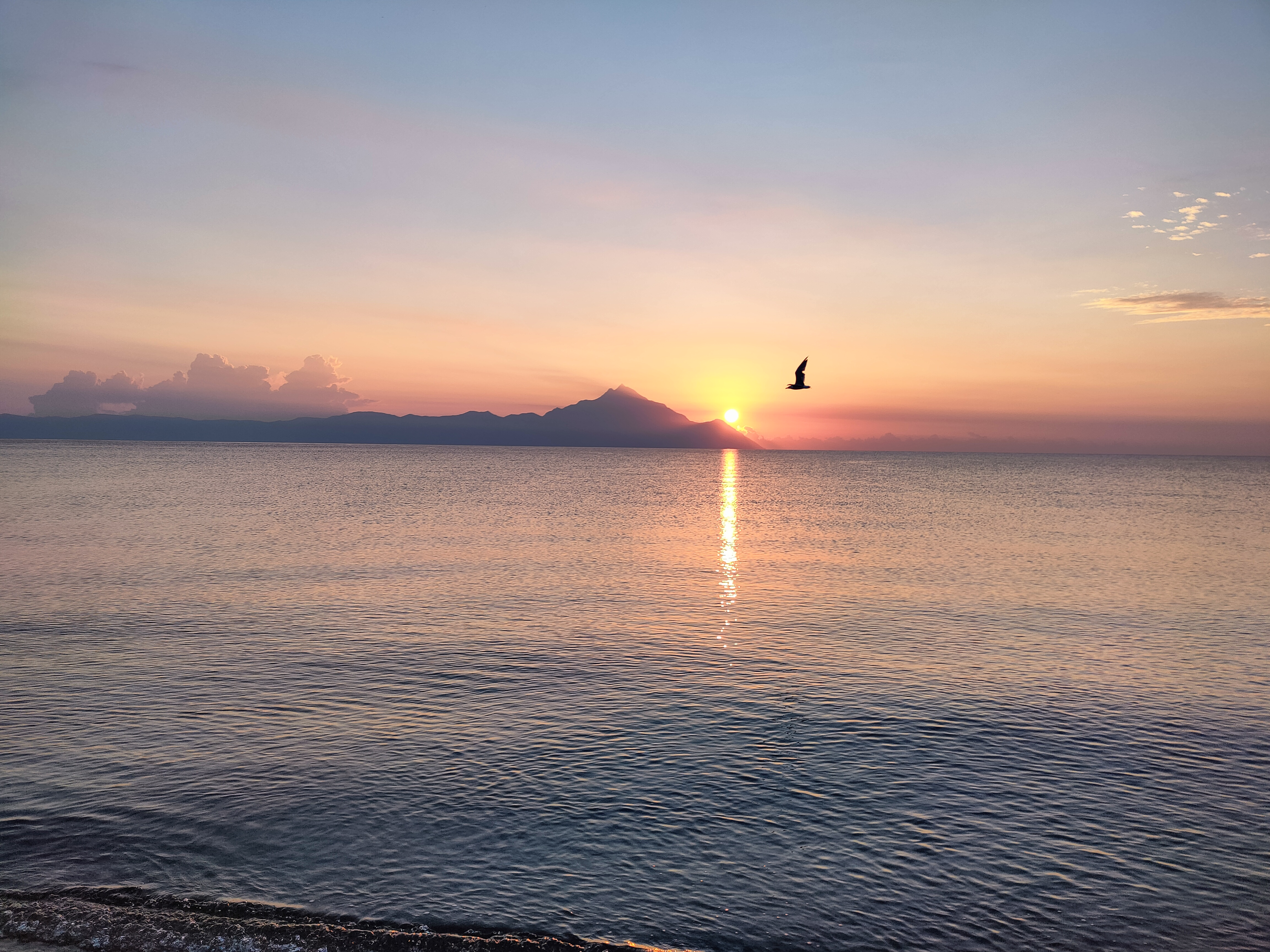
Widok na Górę Athos z Sarti na Sithonii.

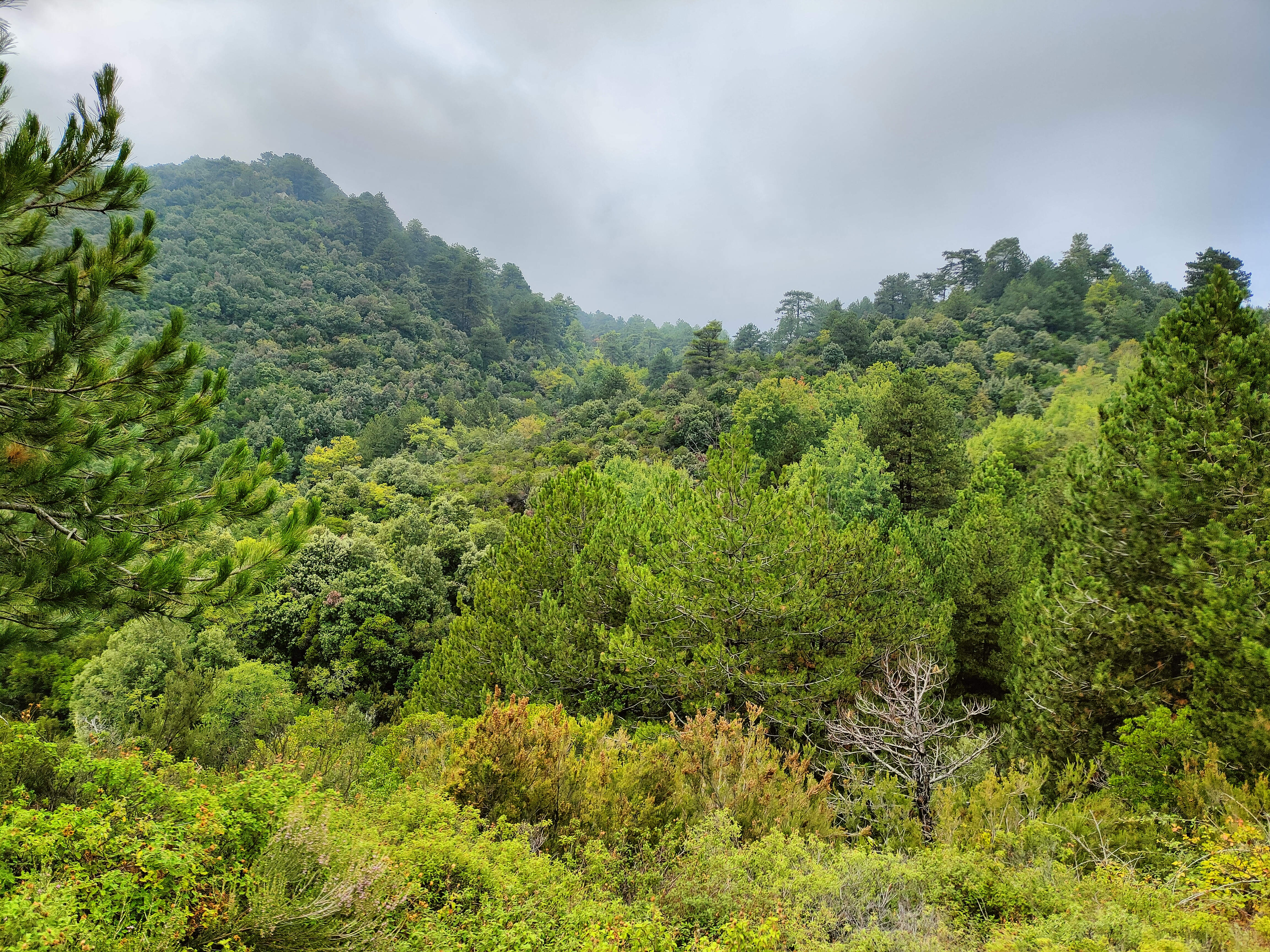
Góry Sithonii porastają głównie lasy sosnowe i makia

Sithonia (gr. Χερσόνησος της Σιθωνίας, trl. Chersónīsos tīs Sithōnías, trb. Chersonisos tis Sitonias), także: Longos – półwysep w północnej Grecji, środkowy z trzech, charakterystycznych „palców” większego Półwyspu Chalcydyckiego. Administracyjnie należy do gminy Sithonia. Nazwa Sithonia prawdopodobnie pochodzi od imienia mitycznego Sitona, syna boga mórz – Posejdona. Siton miał zostać królem trackiego plemienia, zwanego Sitonami.
Sithonię od położonej na zachodzie Kasandry oddziela Zatoka Kasandryjska (Toronejska), a od położonego na wschodzie Athos – zatoka Athos (Ajiu Orus). W odróżnieniu od gęsto zaludnionej Kasandry, górzystą Sithonię charakteryzuje niska gęstość zaludnienia (24 os./km²). Miejscowości są niewielkie, w większości położone na wybrzeżu, a ich mieszkańcy utrzymują się głównie z turystyki. Największą, leżącą u nasady półwyspu, jest Nikiti, które jest siedzibą gminy Sithonia. Wnętrze półwyspu zajmują niewysokie góry, z najwyższym szczytem Itamos (817 m n.p.m.). Ich zbocza porośnięte są w większości sosnowym lasem i makią. Wzdłuż wybrzeża rozsiane są zazwyczaj nieduże, ale malowniczo położone i piaszczyste plaże. 
Miejscowości na Sithonii:
- Kalimitsi
- Metamorfosi
- Néos Marmarás
- Nikiti
- Ormós Panagías
- Pórto Cárras
- Pórto Koufó
- Sarti
- Sykia
- Torone
- Vourvourou